# Todarodes pacificus
Todarodes pacificus е вид главоного от семейство Ommastrephidae. Видът не е застрашен от изчезване.

## Разпространение и местообитание
Разпространен е в Китай, Провинции в КНР, Русия, Северна Корея, Тайван, Южна Корея и Япония.
Обитава крайбрежията на океани и морета.